# 幼村
幼村（おさなむら）は、かつて愛知県丹羽郡にあった村。
現在の岩倉市北西部（井上町・八剱町・神野町・石仏町）と一宮市東部（千秋町加納馬場・千秋町芝原）などに該当する。

## 歴史
- 1889年（明治22年）10月1日 - 町村制により、井上村、八劒村、神野村、石仏村、加納馬場村、芝原村が合併し発足。
- 1906年（明治39年）5月1日 - 分割され廃止。
  - 加納馬場と芝原は、豊富村、青木村、浮野村と合併。千秋村発足。
  - 井上、八剣、神野、石仏は、岩倉町、島野村、豊秋村 と合併し、岩倉町発足。